# Leichtathletik-Weltmeisterschaften 2009/Teilnehmer (Turks- und Caicosinseln)
| Gelbes Symbol für Goldmedaillen mit stilisierten Olympischen Ringen | Graues Symbol für Silbermedaillen mit stilisierten Olympischen Ringen | Braundes Symbol für Bronzemedaillen mit stilisierten Olympischen Ringen |
| ------------------------------------------------------------------- | --------------------------------------------------------------------- | ----------------------------------------------------------------------- |
| —                                                                   | —                                                                     | —                                                                       |

Der Leichtathletik-Verband der Turks- und Caicosinseln stellte einen Athleten bei den Leichtathletik-Weltmeisterschaften 2009 in Berlin.

## Ergebnisse

### Männer

#### Laufdisziplinen
| Athlet       | Disziplin | Vorlauf | Vorlauf | Viertelfinale | Viertelfinale | Halbfinale | Halbfinale | Finale | Finale |
| Athlet       | Disziplin | Zeit    | Platz   | Zeit          | Platz         | Zeit       | Platz      | Zeit   | Platz  |
| ------------ | --------- | ------- | ------- | ------------- | ------------- | ---------- | ---------- | ------ | ------ |
| Kareem Caley | 200 m     | DNS     | DNS     | –             | –             | –          | –          | –      | –      |